# Список переименованных населённых пунктов Курской области
В данном списке приведены населённые пункты, расположенные согласно современному административно-территориальному делению в Курской области России, название которых изменялось.

## А
- посёлок 12-го конезавода → Александровский (1965, посёлок)[1]

## Д
- Гниловские Дворы → Дорожный (сельский населённый пункт)[2]
- Дурновка → Дружная (сельский населённый пункт)[2]

## Ж
- Октябрьский → Железногорск (1958, город)[3]

## З
- Прилепы → Заречное (сельский населённый пункт)[4]
- посёлок Михайловского пенькового завода → Зелёный (1966, посёлок)[1]

## И
- Самодуровка → Игишево (1959 год, село)[1]
- Неплюевка → Искра (1966, село)[1]

## К
- Рышково → Клюква (1963, село)[4]

## Л
- Студенок → Луговое (сельский населённый пункт)[4]

## М
- Александровка → Милютино (1925, деревня)[5]

## Н
- посёлок Курской опытно-мелиоративной станции → Никольский (1965, посёлок)[1]
- посёлок Политотдельческого отделения Олымского сахарного комбината → Новодворский (1965, посёлок)[1]

## О
- посёлок совхоза «Красный Октябрь» → Октябрь (1965, посёлок)[1]
- Горяиновка → Октябрьское (1966, село)[1]
- Городище-Безобразово → Отрешково (сельский населённый пункт)[2]

## П
- посёлок лесного отделения Дерюгинского сахарного комбината → Партизанский (1966, посёлок)[1]
- Никольское → Первомайское (сельский населённый пункт)[4]
- посёлок Песчанского отделения сахарного комбината «Коммунар» → Песчанский (1965, посёлок)[1]
- Марьино → Пристень (посёлок городского типа)[6]
- Поселок подсобного хозяйства→ Подлесный (1966, посёлок)

## Р
- Большая Псинка → Ракитинка (сельский населённый пункт)[2]
- Гологузовка → Ровное (1966, село)[1]
- Рваное Болото → Родниковая (сельский населённый пункт)[2]

## С
- посёлок Льговской селекционной станции → Селекционный (1965, посёлок)[1]
- Коровино → Солнцево (посёлок городского типа)[7]
- Нижнегнилое → Сосновка (1966, село)[1]

## У
- Чертовка → Ульяновка (1966, деревня)[1]

## Я
- посёлок Деревенской МТС → Яблоновый (1965, посёлок)[1]

## Источник
- Г. П. Смолицкая. Топонимический словарь Центральной России. — Москва: Армада-пресс, 2002. — 416 с.
- Е. М. Поспелов. Имена городов: вчера и сегодня (1917—1992): Топонимический словарь. — Москва: Русские словари, 1993. — 249 с.